# Stojanče Stoilov
Stojanče Stoilov, né le 30 avril 1987 à Skopje, est un joueur puis entraîneur macédonien de handball. Il évolue au poste de pivot en équipe de Macédoine du Nord et au Vardar Skopje dont il est le capitaine.
Il met un terme à sa carrière de joueur en 2023.

## Palmarès

### En clubs
sauf précision, le palmarès est acquis avec le Vardar Skopje.
Compétitions internationales
- Vainqueur de la Ligue des champions (2) : 2017, 2019
- Vainqueur de la Ligue SEHA (5) : 2012, 2014, 2017, 2018, 2019

Compétitions nationales
- Vainqueur du Championnat de Macédoine du Nord (10) : 2008, 2010 (avec le Metalurg), 2013, 2015, 2016, 2017, 2018, 2019, 2021, 2022
- Vainqueur de la Coupe de Macédoine  du Nord (10) : 2009, 2010 (avec le Metalurg), 2012, 2014, 2015, 2016, 2017, 2018, 2021, 2022

### En équipe nationale
Championnats du monde
- 9e place au Championnat du monde 2015 au  Qatar
- 15e place au Championnat du monde 2017 en  France
- 15e place au Championnat du monde 2019 au  Danemark et en  Allemagne
- 23e place au Championnat du monde 2021 en  Égypte

Championnats d'Europe
- 5e place au Championnat d'Europe 2012 en  Serbie
- 10e place au Championnat d'Europe 2014 au  Danemark
- 11e place au Championnat d'Europe 2016 en  Pologne
- 11e place au Championnat d'Europe 2018 en  Croatie
- 15e place au Championnat d'Europe 2020
- 22e place au Championnat d'Europe 2022